# Haugerud (metrostation)
Haugerud is een metrostation in de Noorse hoofdstad Oslo. Het station werd geopend op 18 november 1970 en wordt bediend door lijn 2 van de metro van Oslo.